# Батаљон Ајдар
24. одвојени јуришни батаљон „Ајдар”, познат и као Батаљон Ајдар, је јуришни батаљон Копнене војске Украјине. Јединица учествује у рату у Донбасу и има око 400 припадника. Име је добила по реци Ајдар у Луганској области где је првобитно била распоређена. До октобра 2018. године 130 припадника батаљона је погинуло у борбама.

## Ратни злочини и кршење људских права
У јулу 2014. године Русија је започела кривичну истрагу против команданта јединице Сергеја Мељничука због „организовања убиства цивила”. Њеног пилота добровољца, Надију Савченко, ухватили су проруски сепаратисти у близини Луганска, превезли у Русију и оптужили за убиство двоје руских новинара.
Амнести интернашонал је 8. септембра 2014. године известио да је батаљон починио ратне злочине, укључујући отмице, незаконито затварање, злостављање, крађу, изнуду и могућа погубљења, а 24. децембра 2014. године је известио да је јединица блокирала хуманитарну помоћ из Украјине која је стигла до становништва области под контролом сепаратиста.
У априлу 2015. године, гувернер Луганска, Генадиј Москал је изјавио да батаљон Ајдар „терорише регион“ и затражио од украјинског министарства одбране да обузда своје припаднике након низа крађа, укључујући возила хитне помоћи и преузимање фабрике хлеба.